# آشور (فرمانده)
آشور یکی از فرماندهان نظامی ایرانی در زمان حکومت شاهنشاه خسرو پرویز ساسانی (حک. ۵۹۰–۶۲۸) بود. به گفتهٔ هوهان مامیکونیان آشور به دستور واختانگ با ۸٬۰۰۰ سرباز به مصاف واهان دوم گرگ رفت.